# جوستين بارثا
جوستين بارثا (بالإنجليزية: Justin Bartha)‏ (من مواليد 21 يوليو 1978) هو ممثل أمريكي في فورت لاودردال، فلوريدا. بدأ مسيرته الفنية عام 1998. من أبرز الأعمال التي شارك فيها فيلم الكنز الوطني.

## حياته
ولد بارثا في مدينة فورت لاودردال، ثم انتقل مع عائلته إلى بلدة ويست بلومفيلد عندما كان عُمره 8 سنوات. والده ستيفين يعمل في التطوير العقاري، ووالدته بيتي تعمل معلمة. ونشأ في عائلة يهودية إصلاحية. التحق بمعسكر والدن في شيبوغن، لمدة خمس سنوات عندما كان طفلاً. بعد تخرجه من مدرسة وست بلومفيلد الثانوية في عام 1996، انتقل إلى مدينة نيويورك، ودرس التمثيل في جامعة نيويورك.

## الأعمال
- فشل الانطلاق
- صداع الكحول (فيلم)
- أثر الثمالة الجزء الثاني (فيلم)
- الكنز الوطني (فيلم)
- نيويورك، أنا أحبك

## روابط خارجية
- جوستين بارثا على موقع IMDb (الإنجليزية)
- جوستين بارثا على موقع روتن توميتوز (الإنجليزية)
- جوستين بارثا على موقع ألو سيني (الفرنسية)
- جوستين بارثا على موقع ميوزك برينز (الإنجليزية)
- جوستين بارثا على موقع تيرنر كلاسيك موفيز (الإنجليزية)
- جوستين بارثا على موقع أول موفي (الإنجليزية)
- جوستين بارثا على موقع بوكس أوفيس موجو (الإنجليزية)
- جوستين بارثا على موقع قاعدة بيانات برودواي على الإنترنت (الإنجليزية)
- جوستين بارثا على موقع قاعدة بيانات الأفلام السويدية (السويدية)
- جوستين بارثا على موقع إن إن دي بي (الإنجليزية)